# 田畑由秋
田畑 由秋（たばた よしあき、1968年 - ）は、日本の漫画脚本家。

## 主な作品

### 連載
- コミックマスターJ（作画：余湖裕輝、『ヤングキングアワーズ』・1996年19号 - 2005年11月号、全13巻）
- アクメツ（作画：余湖裕輝、『週刊少年チャンピオン』2002年43号 - 2006年17号、全18巻）
- ウルフガイ（原作：平井和正、作監：余湖裕輝、作画：泉谷あゆみ、『ヤングチャンピオン』2007年6号 - 2012年5号、全12巻）
- 柳生非情剣 SAMON（原作：隆慶一郎、作画：余湖裕輝、『週刊コミックバンチ』2007年12号 - 2009年27号、全1巻） - 不定期連載[1]
- 真マジンガーZERO（原作：永井豪、作画：余湖裕輝、『チャンピオンRED』2009年6月号[2] - 2012年12月号、全9巻）
  - 真マジンガーZERO vs 暗黒大将軍（『チャンピオンRED』2013年1月号 - 2016年1月号、全8巻）
- ヤング ブラック・ジャック（原作：手塚治虫、作画：大熊ゆうご、『ヤングチャンピオン』2011年24号 - 2019年13号[3]）
- ニンジャスレイヤー（原作：ブラッドレー・ボンド、フィリップ・ニンジャ・モーゼズ、翻訳：本兌有、杉ライカ、作画：余湖裕輝、キャラクターデザイン：わらいなく、twitterでの連載 2013年7月 - 、雑誌での連載『コンプティーク』2013年7月10日発売号 -、『コンプエース』にて再連載）
  - ニンジャスレイヤー・キョート・ヘル・オン・アース（『チャンピオンRED』2018年6月号[4] - 、既刊15巻）

### 読切
- トライバルズ（作画：余湖裕輝、『ヤングキング』2007年15号）

### その他
- バトル野郎（自主映画、監督・出演、1999年）